# Dans la dèche à Paris et à Londres
 (juin 2025).
Dans la dèche à Paris et à Londres (titre original : Down and Out in Paris and London) est un livre autobiographique de George Orwell paru en 1933. L'auteur, à travers sa vie de travailleur pauvre et de vagabond, y décrit la misère à Paris et à Londres à la fin des années 1920 et au début des années 1930. 
En français, le livre a d'abord été intitulé La vache enragée dans sa première traduction par René-Noël Raimbault et Gwen Gilbert. George Orwell écrira plus tard que la traduction de Raimbault est la seule traduction d’une de ses œuvres qu’il ait admirée (George Orwell, Correspondance avec son traducteur René-Noël Raimbault, p. 15). 
La nouvelle traduction par Michel Pétris a pour titre Dans la dèche à Paris et à Londres. Le livre a été retraduit en 2020 par Véronique Béghain pour l'édition de la Pléiade et apparaît dans un ouvrage qui rassemble tous les travaux d'Orwell, sous le titre de Œuvres. 

## Construction du livre
Le livre se déroule en deux parties. Dans la première, Orwell décrit sa vie d'indigent et de travailleur temporaire dans les restaurants parisiens. Le second moment du roman est un récit de voyage dans le Londres de l'époque du point de vue du sans-abri que l'auteur a été. Durant toute l'œuvre, Orwell s'attache à nous décrire ce qu'est la pauvreté : entre l'exploitation au travail, l'alcool, les maladies précoces et la faim presque permanente, l'écrivain livre une image très poignante de ces hommes qui n'ont rien ou presque.

## Circonstances
L'auteur a entre 25 et 30 ans. Il a quitté son travail à la police impériale indienne, ne vit pas encore de son œuvre d'écrivain. Alors il oscille entre Paris et Londres, entre misère et grande pauvreté. Et il décrit par le menu ce qu'il vit, ce qu'il voit dans le Paris des années 1928-1930 avec ses cohortes de chômeurs et de gens « dans la dèche ».
Plusieurs images fortes restent en tête à la lecture de ce livre : il a cette comparaison pour décrire la faim. En effet, il va rester plusieurs jours sans manger, à croupir dans son hôtel miteux de la Rue du Coq d'Or en observant la procession de cafards au plafond, quand ils ne lui tombent pas dessus. Il dit qu'au bout du troisième ou quatrième jour, la faim donne l'impression que l'on vous a vidé de votre sang, et qu'on l'a remplacé par une eau tiède. Il dit que ce sont les mêmes symptômes qu'une grosse grippe. Il dit aussi que l'on crache sans arrêt, curieusement, une salive blanchâtre.
Il explique que paradoxalement, quand on touche ainsi le fond du fond de la misère, on se sent aussi comme soulagé et délivré d'une anxiété terrible, car après tout, on a vécu le pire de ces cauchemars que l'on pouvait appréhender avant, et l'on a survécu.
Deux dernières choses un peu marquantes dans ses pérégrinations à Paris. 
À un moment, il cherche du travail avec un ami, Russe blanc, ancien officier recyclé comme serveur. Cet ami lui dit qu'il peut trouver du travail dans l'organisation clandestine bolchevique installée à Paris, qui cherche des correspondants parlant anglais et maîtrisant bien les enjeux politiques anglais. Le narrateur se précipite, bien que peu intéressé par la politique à l'époque. Il discute avec son ami qu'il n'aura qu'à lire le quotidien britannique The Daily Mail, et dire exactement l'inverse. Ils se rendent donc discrètement à l'antenne secrète en passant par une blanchisserie. Par là, ils pénètrent ensuite dans le local avec des affiches de Lénine et des Russes qui leur font la leçon sur la discrétion, les sermonnant sur le fait qu'ils auraient pu venir avec un ballot de linge sale, pour donner le change ! Les Russes s'assurent que le narrateur sympathise avec la cause, lui font payer un droit d'adhésion de vingt francs. Le narrateur n'a que cinq francs sur lui, les donne. Et quitte le local sur la promesse qu'il recevra dès le lendemain par la poste une demande d'article, qu'on lui paiera entre vingt et trente francs l'article. Il rentre chez lui et… n'entend plus jamais parler d'eux. Il explique ensuite que c'était probablement un groupe d'arnaqueurs qui profitaient de la pauvreté de l'émigration russe pour lui soutirer de l'argent, et se réjouit rétrospectivement de n'avoir pas eu les vingt francs de toute façon.
Enfin, il travaille quelques semaines comme plongeur dans un hôtel assez chic. Il y décrit minutieusement l'ambiance, le travail harassant (entre quatorze et quinze heures par jour, six jours sur sept), la hiérarchie des castes entre serveurs, cuisiniers, plongeurs, etc., l'agressivité permanente des rapports (le hurlement comme moyen de communication principal), et la crasse innommable derrière le luxe. Cette vie dans la France d'avant le Front populaire sera sûrement décisive quant aux convictions sociales qui animeront par la suite Orwell.